# Jugurtha Tableland
Jugurtha Tableland is een berg van het type inselberg gesitueerd in het gouvernement Kef in Tunesië. De berg is een tafelberg en heeft een hoogte van 1255 meter boven zeeniveau. Het stijgt 200 meter verticaal omhoog vanaf zijn basis en heeft een oppervlakte van 80 hectare.
Op de top van de berg is het fort Kalaat es Senam gebouwd, waarnaar de naburige plaats Kalaat es Senam vernoemd is. Het fort op de platte top werd in de 18e eeuw gebouwd door de lokale leider "Senan", een rebel die weerstand bood tegen de troepen van de Bey van Tunis. Een bron met vers drinkwater ontspringt op de rand van de Jugurtha Tableland uit de Ain Senanbron.